# Літава (притока Свратки)
Літава (чеськ. Litava) — річка в Чехії. Довжина — 58 км. Площа водозбірного басейну — 789 км. Середньорічна витрата води — 1,5 м/с.

## Течія
Витоки річки лежать на пагорбах Хржиби на південь від села Четечовіце. Тече переважно з заходу на південний захід.